# Hus for alle pengene
|  | Denne artikel er oprettet af botten Steenthbot ud fra en ekstern database. Den kan derfor have sproglige fejl eller mangler. Denne skabelon kan fjernes efter kontrol af indholdet. |

Hus for alle pengene er en dansk virksomhedsfilm fra 1969 instrueret af Flemming la Cour efter eget manuskript.

## Handling
Film om bl.a. Prinsesseparken i Karlslunde - et enkelt eksempel på de byggerier Bikubens Bolig Fond gennemfører. Produceret af Bikubens byggesparere.